# Appleseed (OAV)
Pour les articles homonymes, voir Appleseed (homonymie).
Appleseed (アップルシード, Appurushīdo) est un film d'animation japonais OAV (sorti directement en vidéo), réalisé par Kazuyoshi Katayama, sorti en 1994 en cassette vidéo en France.

## Synopsis
La Troisième Guerre mondiale (1999-2026) a ravagé une partie de la Terre, bien que l'arme nucléaire n'ait pas été employée. Les nations se reforment, tandis que des groupes épars d'humains survivent dans des villes en ruines.
L'histoire commence en 2127. Dunan Nuts et Briareos « Bri » Hechatonchires (devenu cyborg après un grave accident) sont deux ex-commandos d'un de ces embryons de nations qui ont décidé de s'installer dans une ville dévastée.

## Fiche technique
- Titre : Appleseed
- Réalisation : Kazuyoshi Katayama
- Scénario : Kazuyoshi Katayama d'après le manga de Masamune Shirow
- Musique : Norimasan Yamanaka
- Création des personnages : Yumiko Horasawa
- Pays d'origine :  Japon
- Année de production : 1988
- Format : Couleurs - X - x - 35 mm?
- Genre : science-fiction
- Durée : 1h10
- Dates de sortie française : directement en vidéo en 1994.

## Distribution
- Masako Katsuki : Deunan Knute
- Mayumi Shō : Hitomi
- Norio Wakamoto : A.J. Sebastian
- Toshiko Sawada : Athena
- Toshio Furukawa : Calon
- Kumiko Takizawa : Nike
- Mika Doi : Fleia
- Tamio Ohki : Nereus
- Yuji Mitsuya : Yoshi

## Commentaire
Le film d'animation a été édité en France chez Manga Vidéo.